# Gołębia (Góry Sowie)
Gołębia (niem. Taubenschlag, 810 m n.p.m.) – szczyt w Sudetach Środkowych, w środkowej części pasma Gór Sowich.

## Położenie i opis
Wzniesienie położone jest we wschodniej części grzbietu głównego, nad Przełęczą pod Gołębią, po północno-zachodniej stronie, na wschód od miejscowości Wolibórz. Po drugiej stronie przełęczy wznosi się Malinowa.
Jest to kopulaste wzniesienie, o dość stromych zboczach, z wyraźnie zaznaczonym wierzchołkiem, wznoszące się o 25 m ponad Przełęcz pod Gołębią.
Góra zbudowana jest z prekambryjskich paragnejsów i migmatytów.
Wierzchołek i zbocza porasta las świerkowo-bukowy regla dolnego.
Wzniesienie położone jest na Obszarze Chronionego Krajobrazu Gór Sowich i Bardzkich.

## Szlaki turystyczne
Przez wzniesienie przechodzą szlaki turystyczne:
- czerwony – prowadzi partią grzbietową przez całe Góry Sowie przechodzi przez szczyt,
- niebieski – prowadzący z Wielkiej Sowy do Srebrnej Góry przechodzi, północno-wschodnim zboczem około 40 m poniżej szczytu.